# Iridoplecta differens
Iridoplecta differens là một loài bướm đêm trong họ Geometridae.